# 피콰드로
피콰도르(Piquadro)는 비즈니스 및 여행용 가방 및 액세서리 제품을 제조하는 이탈리아 회사로, 2007년 10월부터 이탈리아 증권거래소의 FTSE Italia Small Cap 지수에 상장되어 있다. Piquadro를 소유한 그룹에는 가죽 제품 브랜드인 Lancel과 The Bridge도 포함된다.

## 역사
Piquadro는 1987년 Marco Palmieri에 의해 설립되었다. Marco는 가죽 제품을 구매하여 상인들에게 판매하곤 했다. 이후 그는 직접 제품을 생산하기로 결심하고, 가죽을 재단하고 봉제할 기계를 구입해 자신의 집 차고에 설치한 뒤 하루에 수십 개의 벨트를 생산했다. 설립 초기 10년 동안 그는 이탈리아 럭셔리 가죽 제품 회사들을 위한 OEM 생산을 진행하며 혁신적인 기술 솔루션을 개발했다.
1998년, 그는 Piquadro 브랜드를 론칭했다. 이 이름은 Palmieri의 "P"와 가죽 제품을 상징하는 "P"를 조합한 "P 제곱(P²)"을 의미한다.  첫 번째 Piquadro 단독 브랜드 매장은 2000년 밀라노의 패션 거리 Via della Spiga에 열렸으며, 2년 후 로마의 Via Frattina에 두 번째 매장이 문을 열었다. 또한, 중국 광둥에 공장을 세워 이탈리아의 Florence와 Veneto에서 가죽을 구매한 후 중국에서 조립하고 서구 시장으로 다시 배송하는 체제를 구축했다. 초기 혁신 제품으로는 야간에 켜지는 외부 광섬유와 확장 가능한 트롤리가 있었다.
2004년, 회사는 모스크바와 바르셀로나를 포함한 해외 매장 개점을 통해 국제화를 시작했다. 이후 잘츠부르크, 프랑크푸르트, 홍콩, 아랍에미리트, 베이징, 상하이, 타이페이에 새로운 매장을 열었다.
2006년, Bologna에서 Pistoia로 이어지는 도로의 Gaggio Montano에 새로운 본사가 문을 열었다. 1년 후, Piquadro는 주식을 증권거래소에 상장했다. 2010년 기준으로 Piquadro는 82개의 단독 브랜드 매장을 운영하고 있었으며, 이 중 48개는 이탈리아에 위치해 있었다. 회사의 매출은 5,220만 유로로 전년 대비 1% 증가했으며, 지난 6년간 연평균 성장률은 21.1%를 기록했다.
2013년, 파리(330 rue St. Honorè)에 첫 번째 부티크를 열었고, 2016년, 연 매출 1,100만 유로를 기록한 토스카나 브랜드 The Bridge를 인수했으며, 2018년 6월에는 스위스 럭셔리 그룹 Richemont로부터 파리 브랜드 Lancel을 인수했다.

## 국내 매장
롯데백화점: 본점, 월드타워점, 강남점, 부산본점, 울산점
갤러리아백화점: 광교점, 타임월드점